# جامعة ولاية لاغوس
جامعة ولاية لاغوس (بالإنجليزية: Lagos State University)‏ وتُختصر إلى LASU، هي جامعة تقع في أوجو، وهي بلدة في ولاية لاغوس، نيجيريا. جامعة ولاية لاغوس هي الجامعة الحكومية الوحيدة في المستعمرة البريطانية السابقة. تأسست الجامعة في 1983 بموجب القانون التمكيني لولاية لاغوس، من أجل النهوض بالتعلم وإنشاء التميز الأكاديمي؛ شعارها هو الحقيقة والخدمة. تقدم الجامعة خدماتها لأكثر من 35000 طالب. تقدم الجامعة برامج الدبلوم والدرجات العلمية والدراسات العليا، بما في ذلك برنامج ماجستير إدارة الأعمال. تم تصنيف الجامعة ضمن أفضل 600 جامعة في العالم حسب تصنيفات جامعة تايمز للتعليم العالي العالمية لعام 2020. في 23 يونيو 2021، برزت لاسو كأفضل جامعة شابة في نيجيريا بعد أن كان عمرها أقل من 50 عامًا ليتم إضافتها. صنفت تايمز للتعليم العالي جامعة ولاية لاغوس كثاني أفضل جامعة في نيجيريا في 2 سبتمبر 2020، وكانت الجامعة الحكومية الوحيدة المدرجة في التصنيف العالمي لعام 2022. اجتذبت الجامعة تمويلًا دوليًا، بما في ذلك إنشاء مركز التميز الأفريقي التابع لمجموعة البنك الدولي في العلوم والتكنولوجيا والهندسة والرياضيات.

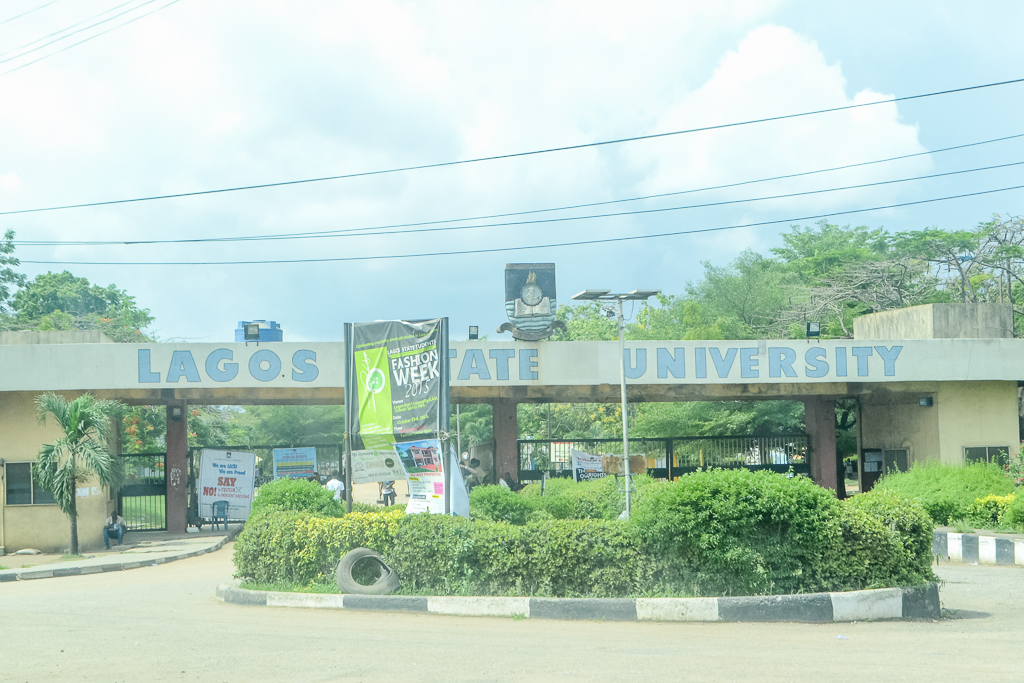
مدخل الجامعة

## التاريخ
تم تصميم جامعة ولاية لاغوس على أنها جامعة متعددة الحرم الجامعي وجامعة وغير سكنية. اليوم، تدير جامعة ولاية لاغوس نظامًا متعدد الحرم الجامعي مع أربعة أحرام جامعية مملوكة بالكامل لها حرم جامعي رئيسي في أوجو (على طول طريق باداجري السريع) وحرم جامعي آخر في إيبي (حيث تقع كلية الهندسة وكذلك كلية الزراعة)، إيكيجا (حيث تقع كلية الطب في لاسوث).
حاليًا، هناك قاعة مسرح بثلاثمئة مقعد قيد الإنشاء من قبل جمعية أوري للرعاية في نيجيريا (AWAN) في الحرم الجامعي الرئيسي للمدرسة، أوجو.
يقع موقع المشروع مقابل الحاكم السابق لولاية لاغوس، بيت مجلس الشيوخ باباتوندي راجي فاشولا، ويحيط به مبنى مكتبة جديد لا يزال قيد الإنشاء ومبنى شؤون الطلاب الحالي. بعد الانتهاء من تشييده بالكامل، سيكون المبنى بمثابة قاعة محاضرات للطلاب والمكاتب والأمانة العامة.

## حرم إيبي
يقع الحرم الجامعي لجامعة لاغوس الحكومية على الجانب الشمالي من بحيرة ليكي. تضم كلية الهندسة وكلية الزراعة بجامعة ولاية لاغوس. حرم إيبي هو حرم جامعي سكني بالكامل وقد أُنشأ بسبب عدم كفاية حرم أوجو لاستيعاب كلية الهندسة في ذلك الوقت. تم إطلاق الثكنة العسكرية التي هي الآن الحرم الجامعي بإقناع الحاكم العسكري آنذاك في نظام أولوسيغون أوباسانجو يعد الحرم الجامعي الذي يعد أيضًا موطنًا لبرنامج الدراسات التمهيدية بالمدرسة وكذلك برامج الدبلوم الأكبر بلا منازع ممتلكات تابعة للمدرسة أكبر من الحرم الجامعي الرئيسي نفسه.
يمتلك حرم إيبي معلومات عامة يمكن الإشارة إليها بالمكتبة. تظهر في العمارة الحديثة التي تم بناؤها وتكليفها في الجزء الأخير من عام 2008 من قبل رئيس مجلس الإدارة آنذاك السيد كيكيري-إيكون. تبلغ سعة الصرح 400 مقعد في منطقة القراءة الخاصة به ومكان يتسع لـ 100 شخص في قسم المكتبة الإلكترونية المتصل بخدمة الواي فاي المجانية. تقدم مكتبة إيبي خدمات المعلومات للطلاب وموظفي الجامعة وتعمل بالتعاون مع أعضاء هيئة التدريس لتقديم أفضل تجربة تعليمية وتعليمية وبحثية يمكن مقارنتها بمؤسسات التعليم العالي الأخرى في الدولة. يُعرف الرئيس الإداري للمكتبة في الحرم الجامعي باسم رئيس المكتبة الذي يتلقى التوجيهات من أمين مكتبة الجامعة في الحرم الجامعي الرئيسي، أوجو.
الحرم الجامعي الذي يقع في منطقة إيبي بولاية لاغوس هو موطن لأربعة أقسام في كلية الهندسة بجامعة لاغوس وهي الهندسة الميكانيكية، والهندسة الإلكترونية وهندسة الحاسبات، والهندسة الكيميائية والبوليمرية، وهندسة الطيران والفضاء (التي تمت إضافتها مؤخرا) في 2018 ولديها الدفعة الثانية من الطلاب. يشغل القسم حاليًا أعلى مستوى له عند 200 مستوى بعد اعتماد الدورة حاليًا في الجامعة. يحكم حرم جامعة لاغوس (إيبي) رئيس الحرم الجامعي والذي يمكن أيضًا تشبيهه بنائب رئيس الجامعة لضمان أقصى قدر من جميع شؤون الأكاديميين وغير الأكاديميين في الحرم الجامعي. لكلية الزراعة عميدها الخاص وكذلك كلية الهندسة. تدار المدرسة بشكل عام من قبل نائب المستشار الذي يقع مقره في الحرم الجامعي الرئيسي، أوجو. ينتج الحرم الجامعي مرشحًا لمنصب نائب الرئيس، ومدير الرفاهية، والأمين العام المساعد في حكومة اتحاد الطلاب التي تمثل الحرم الجامعي في الحرم الجامعي الرئيسي؛ اوجو. رئيس الحرم الجامعي الحالي لحرم إيبي هو البروفيسور باو أديغبوي الذي بدأ عمله في عام 2018. يدير الحرم الجامعي أيضًا برامج الدراسات العليا عبر الأقسام الهندسية الثلاثة القديمة. لبيئة مواتية أكاديميًا، لا يعتمد الحرم الجامعي على شبكة الكهرباء العامة ولكنه يمتلك مصدر طاقة بديل. يتم تشغيل مولد الحرم الجامعي لكل من بيوت الطلاب وغرف المحاضرات وأماكن الموظفين. قبل بضع سنوات، وصل الجيش ويحتل الآن بعض أجزاء من مباني الجامعة.

## محطة راديو الحرم الجامعي
تقع محطة راديو الحرم الجامعي (لاغوس إف إم) في حرم أوجو الرئيسي بالجامعة. تم تأسيسها في 2016.

## نواب رئيس الجامعة السابقون
- البروفيسور فولابي أولومايد (نائب رئيس أول)
- الأستاذة جاديسولا أكاندي
- البروفيسور إنيتان بابابونمي
- البروفيسور فاتو أديمولا أكيسودي
- البروفيسور أبيسوغون ليغ
- الأستاذ عبد اللطيف أ. حسين
- البروفيسور جون أوبافونوا
- البروفيسور أولانروجو فاغبوهون

## خريجون متميزون
- أولورانتي أديبول، النائب السابق لحاكم ولاية لاغوس.
- بريمو، مغني وكاتب أغاني
- بيلا شموردا، موسيقي نيجيري
- صوت سلطان، مغني وكاتب أغاني نيجيري (1976-2021)
- شيوما تشوكوكا، موسيقي، ممثلة
- ليز دا سيلفا، ممثلة نيجيرية
- ينكا دوروسينمي، الرئيس السابق لحكومة أوجو المحلية
- أوبا سهيد أديمولا إليجوشي، الحاكم التقليدي
- جينيفر إليوجو، ممثلة.
- ديزموند إليوت، ممثل ومنتج وسياسي.
- تارا فيلا دوروتوي، فنانة مكياج المشاهير
- آني ماكولاي إيديبيا، ممثلة
- موداشيرو أوباسا، رئيس مجلس ولاية لاغوس.
- تاج الدين أوباسا، عضو حالي في الجمعية الوطنية
- توند أوبي
- أنجيلا أوكوري، ممثلة
- يينكا أولوكونغا، ممثلة
- كوسي أورجياكور، ممثلة، مغنية، اجتماعية
- راجيدمان، مغني الراب
- روكى ساندا، ممثلة
- دوللي أوناتشوكو، ممثلة
- فريدة وزيري، رئيسة مجلس إدارة شركة إي إف سي سي السابقة
- ويزكيد مغني وكاتب اغاني
- صديق أبو بكر يوسف، مغني[15]

## هيئة تدريس بارزة
- فاتو أديمولا أكيسودي
- تشارلز أيو
- روبرت أجايي بوروفيس
- سولا فوسودو
- ييمي أوسينباجو

## إنجازات
كانت جامعة ولاية لاغوس ثاني أفضل جامعة في نيجيريا في تصنيف جامعة 2021 العالمية. تم تصنيفها من بين 501 إلى 600 من الجامعات في الترتيب العالمي 2021 و801 إلى 1000 على تصنيفات التأثير 2021

## روابط خارجية
- الموقع الرسمي